# Robert Benet de Montcarville
Robert Benet de Montcarville (1698 – Parigi, 28 febbraio 1771) è stato un matematico francese.
Cavaliere della nobiltà di toga, Montcarville fu docente di matematica al Collège Royal dal 1742 al 1770, prima come supplente di Joseph-Nicolas Delisle, quando questi andò in Russia, ed infine come titolare di una cattedra, succedendo a François Chevalier. Montcarville fu inoltre Censeur Royal.
Egli fu, verosimilmente, il primo docente di matematica del famoso astronomo Jean Sylvain Bailly. Infatti si era offerto di insegnare questa materia al giovane Bailly, allora ventenne, in cambio delle lezioni di disegno che il proprio figlio aveva ricevuto dal padre Jacques. I genitori si misero d'accordo, e Bailly incominciò a studiare matematica e geometria sotto la sua supervisione.
In qualità di collaboratore del Journal des sçavans Montcarville fece, nel 1751, una recensione dell'opera di Gabriel Cramer, l'Introduction a l'analyse des courbes algebriques. Egli fece una critica dettagliata ed entusiastica, mettendone in rilievo le qualità didattiche: «[In questo libro] le materie sono presentate con grande ordine, e sono spiegate con grande chiarezza. La mente non deve fare dei salti troppo grandi, perché l'autore è didattico, e si sforza di seguire l'ordine sequenziale delle idee».
Protettore del matematico Antoine Deparcieux, questi prese la sua cattedra al Collège Royal nel 1770, quando si ritirò.
Montcarville morì il 28 febbraio 1771 in Rue Saint-Benoît, a Parigi all'età di settantadue anni.